# Арслан ибн Ногай Паша
Арслан ибн Ногай Паша (араб. أرسلان بن نوغاي باشا‎; ум. в 1650 г.) — османский визирь ногайского происхождения, правитель областей Дамаска, Алеппо (Шам) и Багдада (Ирак).

## Деятельность
Современники отзывались о нём как о справедливом и мудром правителе. Занимался благотворительностью, построил много мечетей. Широко известна построенная на его средства Джами Арслан Паша  Соборная мечеть Арслана Паши в городе Латакия, Сирия.
За полгода до смерти Арслан ибн Ногай Паша был назначен правителем вилайета Багдад в Ираке.

## Смерть
В 1650 году н. э. после болезни Арслан Паша скоропостижно скончался. Похоронен на кладбище близ Багдада рядом с могилой Великого имама Абу Ханифы ан-Нумана.